# آموزش در اسرائیل

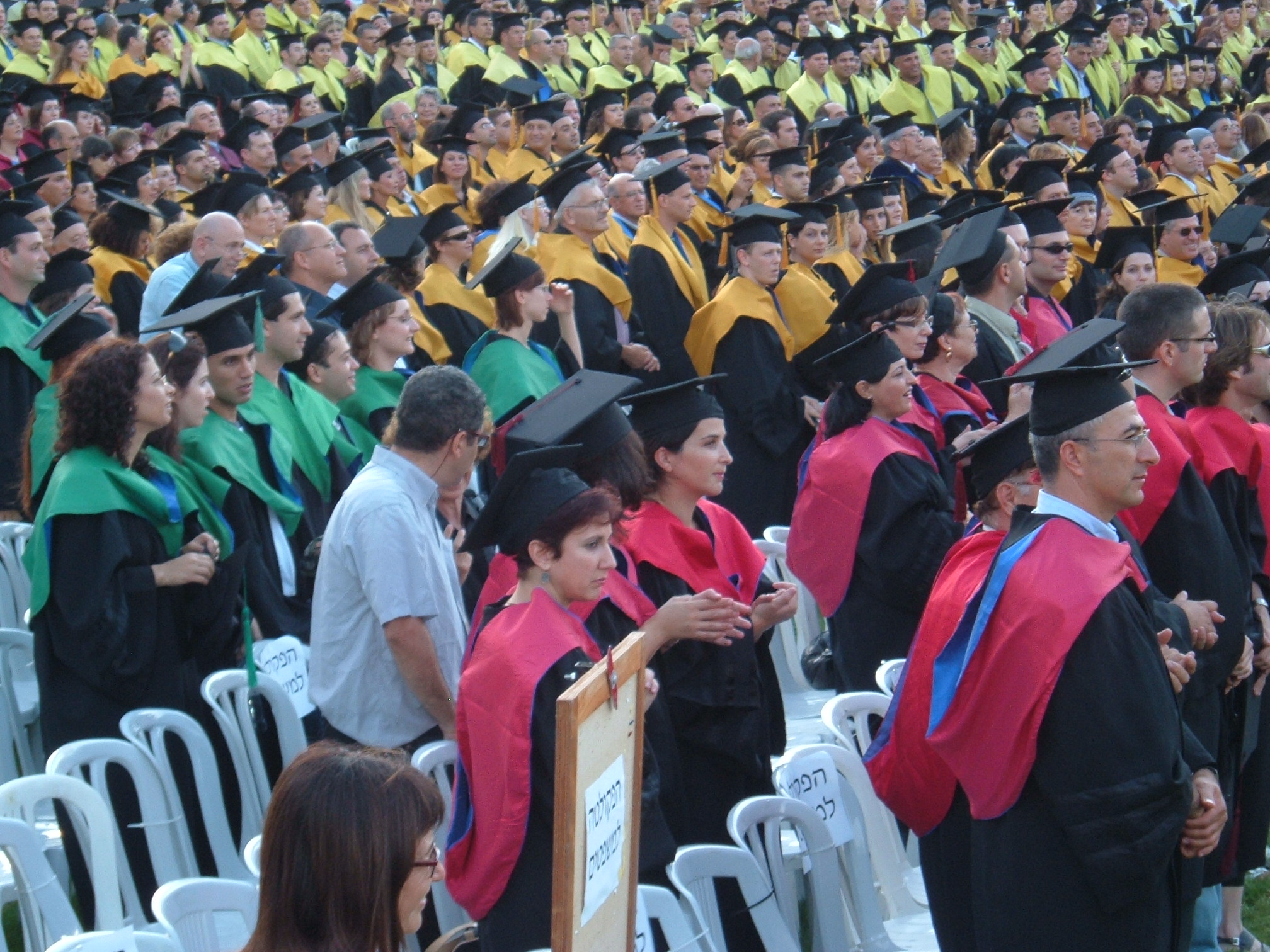
فارغ التحصیلان دورهٔ کارشناسی ارشد سال ۲۰۰۷ دانشگاه حیفا

آموزش در اسرائیل یکی از مهم‌ترین بخش‌های فرهنگ و نوع زندگی در اسرائیل است. مدارس و دانشگاه‌های اسرائیل، از سیستم سکولاریزم (ممانعت از دخالت دین در امور عمومی جامعه) پیروی می‌کنند. دولت اسرائیل، همچنین هر ساله بیش از ده درصد بودجه عمومی کشور را به آموزش و توسعه مدارس، موسسات علمی و تحقیقاتی و دانشگاه‌های اسرائیل اختصاص می‌دهد.
٪۹۷٫۱ اسرائیلی‌ها باسواد هستند. این رقم یکی از بالاترین ارقام در میان تمامی کشورهای جهان و بالاترین در منطقه خاورمیانه است.

## آموزش ابتدایی
آموزش در اسرائیل از سن ۲ سالگی و با ورود کودکان به پیش مدرسه شروع می‌شود و تا ۵ سالگی آنان ادامه دارد. از ۵ سالگی تا ۶ سالگی کودکان به مهدکودک فرستاده می‌شوند و از ۶ سالگی رسماً با ورود به کلاس اول به مدرسه ابتدایی می‌روند. مدرسه ابتدایی یک دوره ۶ ساله است و دانش آموزان سال‌های ۷ تا ۹ از تحصیلات خود را در مدارس راهنمایی و سال‌های ۱۰ تا ۱۲ را در دبیرستان سپری می‌کنند. لازم به ذکر است که حق متساوی تحصیل علم جزوی از قوانین کشوری اسرائیل است و آموزش و اسم‌نویسی در مدارس تا سن ۱۶ سالگی برای دختران و پسران الزامی است. همچنین دولت تا پایان تحصیلات ابتدایی (۱۸ سالگی)، تمامی مخارج دانش آموزان را می‌پردازد.
در تمامی مدارس اسرائیل، انجمنی از والدین دانش‌آموزان به نام «انجمن خانه و مدرسه» وجود دارد که والدین برای عضویت در آن نمایندگانی از بین خود انتخاب می‌کنند تا به تمام امور مربوط به وضعیت مدرسه فرزندان خود رسیدگی کنند.
جمعاً در اسرائیل بیش از چهار هزار مدرسه وجود دارد و بیش از ۱۳۰ هزار نفر به شغل آموزش اشتغال دارند. از آنجایی که جمعیت اسرائیل، بسیار گوناگون است، مدارس در نظام آموزشی اسرائیل به چهار گروه کلی تقسیم‌بندی می‌شوند:
- مدارس دولتی
- مدارس مذهبی
- مدارس اعراب و دروزی
- مدارس خصوصی

اکثر دانش‌آموزان اسرائیلی به مدارس دولتی می‌روند. در همین حال برخی از دانش‌آموزانی که از خانواده‌های مذهبی و ارتدوکس یهودی می‌آیند نیز به مدارس مذهبی می‌روند. با وجود اینکه نظام آموزشی و تربیتی اسرائیل از جدایی دین از سیاست پیروی می‌کند، در مدارس مذهبی، تمرکز بر دروس مذهبی و آئین‌های یهودی وجود دارد. در مدارس اعراب و دروزی زبان تحصیلی، عربی است و کتب تحصیلی بیشتر بر روی فرهنگ، مذهب و تاریخ اعراب و دروزی‌ها متمرکز می‌شود. در مدارس خصوصی، تمرکز بیشتر بر روی ارتقای سطح کیفی وضعیت تحصیلی دانش‌آموزان و آماده کردن آنان برای ورود به مراکز آموزش عالی است.
در مدارس اسرائیل علاوه بر زبان انگلیسی که تدریس آن در تمام مراحل تحصیلی اجباری است، زبان خارجی دیگری نیز به اختیار دانش‌آموز، تدریس می‌گردد که معمولاً زبان عربی یا زبان فرانسه را شامل می‌شود.
در سال ۲۰۰۷ میلادی، وزارت آموزش اسرائیل کتابی را برای سال تحصیلی جدید تصویب کرد که در آن، موضع فلسطینی‌ها نسبت به تأسیس کشور مستقل اسرائیل بیان شده‌است.

## دانشگاه‌های اصلی اسرائیل
- دانشگاه بن گوریون
- دانشگاه حیفا
- دانشگاه مذهبی برایلان
- دانشگاه عبری اورشلیم
- دانشگاه تل‌آویو
- دانشگاه صنعتی اسرائیل
- موسسه عالی علوم وایزمن

## بورس‌های تحصیلی
بسیاری از بنیادهای خیریه یهودی و همچنین مراکز آکادمیک جهان کمک‌هزینه‌های مختلف تحصیلی و همچنین بورس‌های گوناگون تحصیلی به دانشجویان دانشگاه‌های اسرائیل اعطا می‌کنند.
از آن‌جمله می‌توان به اعطای بورس تحصیلی بنیاد مکابیم اشاره کرد که هرساله به ۷۰۰ نفر از دانشجویان ایرانی دانشگاه‌های اسرائیل اعطا می‌شود.